# The Met: Live in HD
The Met: Live in HD (с англ.  «Прямая трансляция из Мет: трансляции оперных спектаклей на киноэкранах мира») — прямые трансляции оперных спектаклей по телевидению высокой чёткости посредством спутниковой связи из театра Метрополитен-опера в Нью-Йорке по всему миру, в первую очередь в кинотеатры.
Первая трансляция в формате HD состоялась 30 декабря 2006 года, демонстрировалась опера В. А. Моцарта «Волшебная флейта» в сокращённой английской версии. Аудитория проекта постоянно расширяется за счёт увеличения числа кинотеатров-участников в США и других странах, а также присоединения к проекту новых стран. Проект создавался для целей популяризации оперы вообще и театра Метрополитен-опера, получение дохода от трансляций не было приоритетной задачей, однако растущая популярность трансляций Метрополитен-опера во всём мире обеспечивает объём поступлений от продажи билетов, занимающий существенное место в доходах театра. Прямые трансляции Метрополитен-опера в HD удостоены престижных наград. Записи многих трансляций изданы на DVD и Blu-ray.

## Создание проекта в США
Идея транслировать спектакли Метрополитен-опера посредством спутниковой связи для широкой аудитории принадлежала Питеру Гелбу, вступившему в должность генерального менеджера театра в августе 2006 года. Прямая трансляция оперных спектаклей в кинотеатры — одно из новшеств, которые ввёл Питер Гелб, чтобы повысить популярность Метрополитен-опера и сократить дефицит бюджета оперного театра, который к моменту вступления Гелба в должность составлял 47 млн долларов. В числе других нововведений — круглосуточный радиоканал, который транслирует живые спектакли и архивные записи, и сервис Met Opera on Demand на сайте театра, где за месячную плату в 14,99 $ абонент получает неограниченный доступ ко всему медиа-контенту сайта. Метрополитен-опера предоставляет файлы для скачивания в iPod, обеспечивает онлайн-видео на официальном сайте театра. Помимо платных сеансов во множестве кинотеатров, трансляции из Метрополитен-опера бесплатно показываются на открытых экранах на Таймс-сквер и в Линкольн-центре. Метрополитен-опера спонсирует бесплатный показ спектаклей в HD-формате в некоторых государственных школах Нью-Йорка.
Прямая трансляция позволяет большому количеству любителей оперы насладиться спектаклями Метрополитен-опера в высоком качестве. Первоначально она предназначалась для тех зрителей, которые не могут добраться до Нью-Йорка и увидеть представление непосредственно в театре. Такой формат показа оперных спектаклей также призван привлечь новых поклонников оперного искусства, в первую очередь молодёжь. По заказу объединения OPERA America компания Shugoll Research в 2008 году провела социологическое исследование аудитории прямых трансляций оперы в кинотеатрах США. Результаты исследования подтвердили, что эта форма представления классической музыки для широкой аудитории действительно привлекает новых слушателей (около 18 % зрителей не посещали оперный театр по меньшей мере два года), которые становятся постоянными посетителями трансляций (90 % зрителей выразили желание присутствовать на очередных трансляциях). При этом молодёжная аудитория даже предпочитает смотреть оперу в кинотеатре, вместо того чтобы сходить в оперный театр в своём городе.

## Расширение мировой аудитории
Прямые трансляции из Метрополитен-опера не ограничились территорией США и сразу вышли на международный киноэкран. «Волшебная флейта» была показана в 98 кинотеатрах, в том числе её показали семь кинотеатров в Великобритании, два кинотеатра в Японии и один — в Норвегии. После успешного старта к проекту присоединились и другие страны: Бельгия, Франция, Германия, Италия, Испания. «Севильский цирюльник» Дж. Россини в марте 2007 года собрал 60 тысяч зрителей по всему миру. По данным Метрополитен-опера, в первом сезоне прямых трансляций было продано 91 % от имеющегося количества мест, общее число проданных билетов за сезон 2006/2007 года составило 324 тысячи, выручка с каждого спектакля составила от 850 тыс. до 1 млн долларов.
В сезоне 2007/2008 года сеть прямого вещания из Метрополитен-опера расширилась ещё больше, и теперь спектакли могли видеть зрители в Австралии, Австрии, Чехии, Венгрии, Латвии, Литве, Люксембурге, Нидерландах, Новой Зеландии, Аргентине, Польше и Пуэрто-Рико. Общее число кинотеатров за пределами США, подключённых к проекту, достигло 330. Воодушевлённые успехом первого сезона, организаторы показов увеличили количество трансляции с шести до восьми. Первый спектакль сезона «Ромео и Джульетта» Шарля Гуно был показан на 447 экранах и собрал 97 тысяч зрителей. К концу сезона число площадок, показывающих трансляции из Мет’а в США, удвоилось и достигло 343, а во всем мире трансляции шли уже более чем на 700 экранах. В отчёте Австралийского совета по искусству об общем состоянии сценического искусства отмечено, что в отрасли, которая повсеместно испытывает спад, Метрополитен-опера сумел достичь десятипроцентного роста объёма продаж, и руководство театра высказало намерение довести аудиторию оперных спектаклей до миллиона зрителей. В сезоне 2007/2008 года было продано 920 тысяч билетов, общий сбор от продажи билетов достиг 13,3 млн долларов в США и 5 млн долларов за рубежом.
В сезоне 2008/2009 годов география проекта ещё больше расширилась, число кинотеатров, транслирующих спектакли Метрополитен-опера, достигло 868, в них было продано 1,6 миллионов билетов. Сезон 2009/2010 годов собрал 800 тысяч зрителей, которые купили 2,4 миллиона билетов, уплатив в целом 48 млн долларов, половина этой суммы пополнила кассу театра Метрополитен-опера. Этот сезон стал первым прибыльным сезоном проекта The Met: Live in HD, и уже в следующем сезоне прибыль театра от прямых трансляций составила 11 млн долларов. В пятый сезон (2010/2011 год) прямые показы Метрополитен-опера вступили с аудиторией в 1500 кинотеатров (в том числе 620 экранов на территории США) в 46 странах. Количество билетов, проданных во всем мире на трансляции сезона 2011/2012 годов, приблизилось к трем миллионам. В сезон 2012/2013 года проект The Met: Live in HD вступил с аудиторией 64 стран, включая такие экзотические страны, как Катар, Эквадор, Гватемала, Ямайка, Индия, Мадагаскар. Оперные спектакли показывают 1900 кинотеатров. Каждый показ собирает 250—300 тысяч зрителей.
В 2011 году оперные спектакли Метрополитен-опера в высоком качестве стали доступны и зрителям в России: из одиннадцати трансляций сезона в России показаны шесть. В сезоне 2012/2013 года прямые показы Метрополитен-опера транслировались в Москве, Санкт-Петербурге, Калининграде, Краснодаре, повторы спектаклей в записи показывали Омске. Трансляции сезона 2013/2014 года доступны зрителям в 24 городах России.
Обеспечение трансляций в России осуществляет компания CoolConnections.
Вторжение России на Украину
В марте 1922 года Метрополитан опера прекратила контракты с российскими исполнителями и организациями, поддерживающими Путина. Гендиректор театра 
Питер Гелб в видеообращении на Facebook от 1 марта 20200 года выразил солидарность с народом и правительством Украины и заявил: 

Как международная оперная компания, «Метрополитан опера» может внести свой вклад в борьбу против тирании [...] Мы не можем продолжать сотрудничество с артистами или организациями, поддерживающими Путина или принимающими его поддержку, до тех пор пока не прекратится вторжение и убийство людей, пока не восстановится порядок и не будет компенсирован ущерб. 
Оригинальный текст (англ.)As an international opera company, the Met can help ring the alarm and contribute to the fight against oppression ... we can no longer engage with artists or institutions that support Putin or are supported by him — not until the invasion and killing has been stopped, order has been restored and restitutions have been made.
Онлайн трансляции в России были прекращены.

## Организация прямого показа

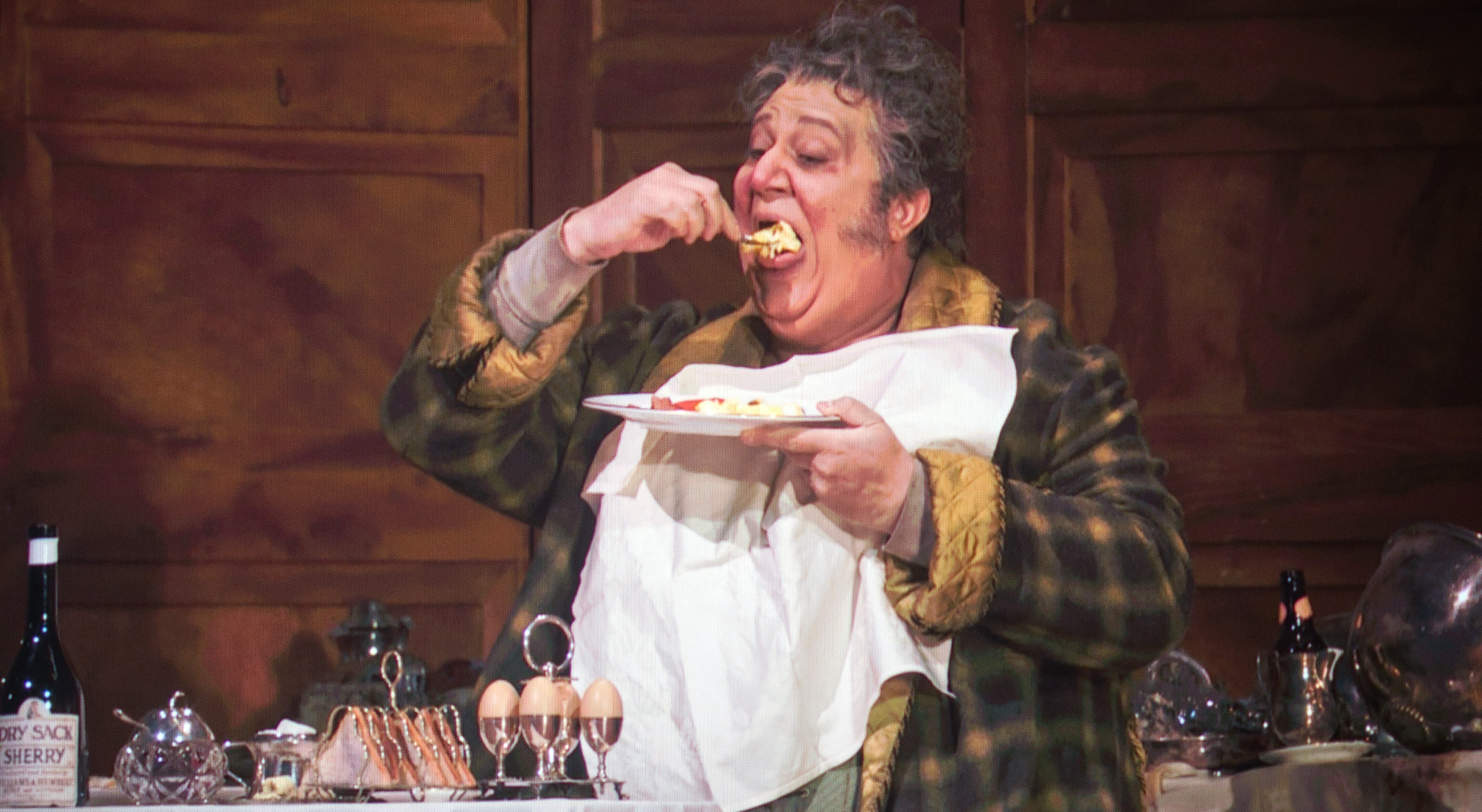
Амброджо Маэстри в «Фальстафе» Верди

При формировании программы трансляций на очередной сезон руководство театра выбирает спектакли на любой вкус. Помимо любимых зрителями традиционных постановок с узнаваемыми исполнителями, в план показов включается новаторская опера («Первый Император» Тань Дуня, «Буря» Томаса Адеса), лёгкие и комические спектакли («Любовный напиток» и «Дочь полка» Гаэтано Доницетти), и более масштабные, эстетически нагруженные действа («Парсифаль» и «Гибель богов» Рихарда Вагнера). Программы трансляций большей частью состоят из новых постановок, их выбор определяется репертуарными нуждами театра, возможностью распределения ролей, иногда произведение выбирает режиссёр.
В контрактах исполнителей участие в прямых трансляциях оговорено особо. Для прямого показа разработан специальный грим, который отличается от обычного сценического грима и подходит для показа крупных планов. Спектакли проходят только по субботам и начинаются в неурочное для Метрополитен-опера время — в 13 часов по местному времени, чтобы было удобно европейским зрителям. На прямые трансляции продают билеты, в зале присутствуют зрители.
За несколько дней до прямого показа производится пробная запись спектакля, в соответствии с которой формируется окончательный сценарий трансляции, пишется текст презентации и план интервью. При необходимости программа показа может быть изменена прямо во время трансляции, но за сутки до прямого показа режиссёр уже имеет детальный план работы каждой камеры. Спектакль снимают от 10 до 12 камер, расположенных в зрительном зале и на подвижном кране над сценой, камера-робот ведёт съёмку, двигаясь по краю сцены. Съёмки за кулисами перед спектаклем и во время антракта ведутся с ручных камер. Ведущий показа — кто-нибудь из оперных звёзд — представляет зрителям участников спектакля и берёт небольшое интервью. В антракте показ не прерывается, зрители могут видеть смену декораций.
Все спектакли идут с субтитрами, которые Метрополитен-опера предоставляет партнёрам заблаговременно. Для повторных показов, которые идут в записи, театр обеспечивает субтитры комментариев и интервью. В 2012 году субтитры предоставляются на английском, испанском, итальянском, китайском, корейском, немецком, португальском, русском, французском и японском языках.
Для прямых трансляций по всему миру Метрополитен-опера использует восемь спутников, которые передают сигнал на 12 часовых поясов. Сигнал со спутника кинотеатр принимает с помощью ресивера, а на крыше кинотеатра устанавливается спутниковая антенна.

## Критика
Отдавая должное коммерческому успеху проекта, критики выражают тревогу по поводу влияния мировых трансляций на посещаемость оперных театров, качество самих спектаклей Метрополитен-опера и на оперную публику. Высказывается мнение, что проект, хотя и привлекает новых зрителей, но вопреки ожиданию они не становятся посетителями оперного театра. Зрители, особенно молодёжь, предпочитают комфорт, близость к дому и относительно низкую стоимость билетов посещению реальных оперных спектаклей в своём городе. Соответственно, эта публика не способствует развитию местного театра, а только поддерживает бюджет Метрополитен-опера. Наоборот, прямые трансляции оттягивают и часть традиционной публики местных оперных театров, поскольку качество постановок и оформления, а также уровень исполнителей в оперных театрах на местах не могут соперничать с постановками Метрополитен-опера, которая имеет возможность приглашать лучших исполнителей и режиссёров. Имеются и противоположные данные.
Критик The New York Times высказывает мнение, что прямые трансляции настраивают зрителя на пассивное потребление, в то время как реальная опера предполагает взаимодействие артиста, оркестра и зрителя, который выражает своё отношение к происходящему аплодисментами или неодобрительными возгласами. По мнению критика, опера в формате HD — совершенно другой, более холодный и отстранённый вид искусства, чем «настоящая» опера.
Постановщиков оперных спектаклей Метрополитен-опера упрекают в том, что они стали ориентироваться на восприятие оперы с экрана, а не со сцены, выстраивая мизансцены и композиции «для камеры». The Age уделил внимание скандальному случаю, когда для обеспечения качества трансляции без согласования с режиссёром-постановщиком был изменен световой сценарий, что, по мнению автора постановки, нанесло существенный урон концепции спектакля.
Трансляции вживую требуют от певцов артистизма, их игра должна быть многоплановой, рассчитанной одновременно и на зрителей в дальних рядах театрального зала, и на крупный план. Режиссёр Майкл Грэндэйдж подтвердил, что на репетициях исполнители обсуждают, как будет выглядеть их работа на экране. Важны не только жесты, но и взгляды, действия и события воспринимаются зрителями в кинотеатре совсем не так, как в зрительном зале. Не каждый из знаменитых певцов оказался способным на такую актёрскую игру: ситуация подобна эпохе появления звукового кинематографа, когда стали востребованными принципиально иные качества исполнителей. В то же время, отличная звуковая техника в кинозалах сглаживает различия в вокальных данных певцов: исполнителей с сильным и слабым голосом слышно одинаково хорошо, но бывает трудно уловить тонкие детали окраски голоса и нюансы исполнения.
Помимо художественных особенностей, в прессе звучат критические высказывания в отношении жёсткой конкурентной политики проекта The Met: Live in HD, в частности, требования к кинотеатрам о заключении эксклюзивных контрактов. Другие театры, желающие выйти к зрителю кинотеатров с трансляциями своих спектаклей, встречаются с жёсткой конкуренцией. В интервью The Guardian Питер Гелб подтвердил, что оперным театрам приходится конкурировать за певцов, режиссёров, дирижёров, а теперь и за зрителя в кинотеатрах, ведь мировой оперный репертуар очень ограничен.

## Сезоны The Met: Live in HD
| Дата       | Опера                                         | Постановка          | Дирижёр         | Исполнители |
| ---------- | --------------------------------------------- | ------------------- | --------------- | --- |
| 30.12.2006 | В. А. Моцарт «Волшебная флейта»               | Джули Теймор        | Джеймс Ливайн   | Ин Хуан — Памина Мэттью Поленцани — Тамино Натан Ганн — Папагено                                                                 |
| 06.01.2007 | В. Беллини «Пуритане».                        | Сандро Секви (1976) | Патрик Саммерс  | Анна Нетребко — Эльвира Эрик Катлер — Артуро Франко Вассалло — Рикардо                                                           |
| 13.01.2007 | Тань Дунь «Первый Император» мировая премьера | Чжан Имоу           | Тань Дунь       | Пласидо Доминго — император Цинь                                                                                                 |
| 24.02.2007 | П. И. Чайковский «Евгений Онегин»             | Роберт Карсен       | Валерий Гергиев | Рене Флеминг — Татьяна Дмитрий Хворостовский — Онегин Рамон Варгас — Ленский                                                     |
| 24.03.2007 | Дж. Россини «Севильский Цирюльник»            | Бартлетт Шер        | Маурицио Бенини | Петер Маттеи — Фигаро Джойс ДиДонато — Розина Хуан Диего Флорес — Альмавива                                                      |
| 28.04.2007 | Дж. Пуччини «Триптих»                         | Джек О’Брайен       | Джеймс Ливайн   | «Плащ»: Мария Гулегина — Жоржетта Сальваторе Личитра — Луиджи Хуан Понс — Мишель Стефани Блайт — Фругола                         |
| 28.04.2007 | Дж. Пуччини «Триптих»                         | Джек О’Брайен       | Джеймс Ливайн   | «Сестра Анджелика»: Барбара Фриттоли — Сестра Анжелика Стефани Блайт — Герцогиня                                                 |
| 28.04.2007 | Дж. Пуччини «Триптих»                         | Джек О’Брайен       | Джеймс Ливайн   | «Джанни Скикки»: Алессандро Корбелли — Джанни Скикки Ольга Микитенко — Лауретта Массимо Джордано — Ринуччо Стефани Блайт — Дзита |

| Дата       | Опера                             | Постановка                | Дирижёр           | Исполнители                                                                                  |
| ---------- | --------------------------------- | ------------------------- | ----------------- | -------------------------------------------------------------------------------------------- |
| 15.12.2007 | Ш. Гуно «Ромео и Джульетта»       | Ги Йостен                 | Пласидо Доминго   | Роберто Аланья — Ромео Анна Нетребко — Джульетта                                             |
| 01.01.2008 | Э. Хумпердинк «Гензель и Гретель» | Ричард Джонс              | Владимир Юровский | Элис Кут — Гензель Кристина Шефер — Гретель                                                  |
| 12.01.2008 | Дж. Верди «Макбет»                | Адриан Нобл               | Джеймс Ливайн     | Желько Лучич — Макбет Мария Гулегина — леди Макбет                                           |
| 16.02.2008 | Дж. Пуччини «Манон Леско»         | Десмонд Хили (1980)       | Джеймс Ливайн     | Карита Маттила — Манон Марчелло Джордани — Де Грие                                           |
| 15.03.2008 | Б. Бриттен «Питер Граймс»         | Джон Дойл                 | Доналд Ранниклс   | Энтони Дин Гриффи — Питер Граймс Патриция Расетт — Эллен Орфорд                              |
| 22.03.2008 | Р. Вагнер «Тристан и Изольда»     | Дитер Дорн (1999)         | Джеймс Ливайн     | Роберт Дин Смит — Тристан Дебора Войт — Изольда                                              |
| 05.04.2008 | Дж. Пуччини «Богема»              | Франко Дзеффирелли (1980) | Никола Луизотти   | Анджела Георгиу — Мими Рамон Варгас — Рудольф Айноа Артета — Мюзетта Людовик Тезье — Марсель |
| 26.04.2008 | Г. Доницетти «Дочь полка»         | Лоран Пелли               | Марко Армильято   | Натали Дессей — Мари Хуан Диего Флорес — Тонио                                               |

| Дата       | Опера                             | Постановка          | Дирижёр           | Исполнители |
| ---------- | --------------------------------- | ------------------- | ----------------- | --- |
| 11.10.2008 | Р. Штраус «Саломея»               | Юрген Флимм         | Патрик Саммерс    | Карита Маттила — Саломея Ким Бегли — Ирод Юха Ууситало — Йоханаан                                                                     |
| 08.12.2008 | Дж. Адамс «Доктор Атом»           | Пенни Вулкок        | Алан Гилберт      | Джеральд Финли — Роберт Оппенгеймер Саша Кук — Китти Оппенгеймер Ричард Пол Финк — Эдвард Теллер                                      |
| 22.11.2008 | Г. Берлиоз «Осуждение Фауста»     | Робер Лепаж         | Джеймс Ливайн     | Марчелло Джордани — Фауст Джон Рели — Мефистофель Сьюзен Грэм — Маргарита                                                             |
| 20.12.2008 | Ж. Массне «Таис»                  | Джон Кокс           | Хесус Лопес-Кобос | Рене Флеминг — Таис Томас Хэмпсон — Атанаэль Михаэль Шаде — Нициас                                                                    |
| 10.01.2009 | Дж. Пуччини «Ласточка»            | Никола Жоэль        | Марко Армильято   | Анджела Георгиу — Магда Роберто Аланья — Руджеро Сэмюэл Рэми — Рамбальдо                                                              |
| 24.01.2009 | К. В. Глюк «Орфей и Эвридика»     | Марк Моррис         | Джеймс Ливайн     | Стефани Блайт — Орфей Даниэль де Низ — Эвридика                                                                                       |
| 07.02.2009 | Г. Доницетти «Лючия ди Ламмермур» | Мэри Циммерманн     | Марко Армильято   | Анна Нетребко — Лючия Пётр Бечала — Эдгардо Мариуш Квечень — Астор Ильдар Абдразаков — Пастор Бидебенд                                |
| 07.03.2009 | Дж. Пуччини «Мадам Баттерфляй»    | Энтони Мингелла     | Патрик Саммерс    | Кристина Гальярдо Домас — Чио-чио-сан Марчелло Джордани — Пинкертон                                                                   |
| 21.03.2009 | В. Беллини «Сомнамбула»           | Мэри Циммерманн     | Эвелино Пидо      | Натали Дессей — Амина Хуан Диего Флорес — Эльвино Мишель Пертуси — Родольфо                                                           |
| 09.05.2009 | Дж. Россини «Золушка»             | Чезаре Лиеви (1997) | Маурицио Бенини   | Элина Гаранча — Анджелина Лоуренс Браунли — Рамиро Симон Альбергини — Дон Маньифико Алессандро Корбелли — Дандини Джон Рели — Алидоро |

| Дата       | Опера                        | Постановка               | Дирижёр          | Исполнители |
| ---------- | ---------------------------- | ------------------------ | ---------------- | --- |
| 10.10.2009 | Дж. Пуччини «Тоска»          | Люк Бонди                | Джозеф Коланери  | Карита Маттила — Тоска Марсело Альварес — Каварадосси Георгий Гагнидзе — Скарпия                                          |
| 24.10.2009 | Дж. Верди «Аида»             | Соня Фриселл (1988)      | Даниэле Гатти    | Виолета Урмана — Аида Долора Заик — Амнерис Йохан Бота — Радамес                                                          |
| 07.11.2009 | Дж. Пуччини «Турандот»       | Франко Дзеффирелли       | Андрис Нелсонс   | Мария Гулегина — Турандот Марчелло Джордани — Калаф                                                                       |
| 19.12.2009 | Ж. Оффенбах «Сказки Гофмана» | Бартлетт Шер             | Джеймс Ливайн    | Джозеф Каллея — Гофман Анна Нетребко — Антония Кэтлин Ким — Олимпия Екатерина Губанова — Джульетта Алан Хельд — Коппелиус |
| 09.01.2010 | Р. Штраус «Кавалер розы»     | Натаниэл Меррилл         | Эдо де Ваарт     | Рене Флеминг — Генеральша Сьюзен Грэм — Октавиан Кристина Шефер — Софи                                                    |
| 16.01.2010 | Ж. Бизе «Кармен»             | Ричард Айр               | Янник Незе-Сеген | Элина Гаранча — Кармен Роберто Аланья — Хозе Тедди Таху-Роудс — Эскамильо Барбара Фриттоли — Микаэла                      |
| 06.02.2010 | Дж. Верди «Симон Бокканегра» | Джанкарло дель Монако    | Джеймс Ливайн    | Пласидо Доминго — Симон Бокканегра Адрианна Печонка — Амелия Марчелло Джордани — Габриеле                                 |
| 27.03.2010 | А. Тома «Гамлет»             | Патрис Корье Моше Ляйзер | Луи Лангре       | Саймон Кинлисайд — Гамлет Марлис Петерсен — Офелия                                                                        |
| 01.05.2010 | Дж. Россини «Армида»         | Мэри Циммерман           | Риккардо Фрицца  | Рене Флеминг — Армида Лоуренс Браунли — Ринальдо Брюс Форд — Джоффредо                                                    |

| Дата       | Опера                             | Постановка            | Дирижёр          | Исполнители |
| ---------- | --------------------------------- | --------------------- | ---------------- | --- |
| 09.10.2010 | Р. Вагнер «Золото Рейна»          | Робер Лепаж           | Джеймс Ливайн    | Брин Терфель — Вотан Герхард Зигель — Миме Эрик Оуэнс — Альберих Ричард Крофт — Логе Венди Брин Хармер — Фрейя Стефани Блайт — Фрика        |
| 23.10.2010 | М. П. Мусоргский «Борис Годунов»  | Стивен Водсворт       | Валерий Гергиев  | Рене Папе — Борис Годунов Екатерина Семенчук — Марина Мнишек Евгений Никитин — Рангони Владимир Огновенко — Варлаам Андрей Попов — Юродивый |
| 13.11.2010 | Г. Доницетти «Дон Паскуале»       | Отто Шенк             | Джеймс Ливайн    | Анна Нетребко — Норина Мэттью Поленцани — Эрнесто Мариуш Квечень — Малатеста Джон Дель Карло — дон Паскуале                                 |
| 11.12.2010 | Дж. Верди «Дон Карлос»            | Николас Хайтнер       | Янник Незе-Сеген | Роберто Аланья — дон Карлос Саймон Кинлисайд — Родриго Марина Поплавская — Елизавета Феруччо Фурланетто — Филипп II                         |
| 08.01.2011 | Дж. Пуччини «Девушка с Запада»    | Джанкарло дель Монако | Никола Луизотти  | Дебора Войт — Минни Марчелло Джордани — Дик Джонсон                                                                                         |
| 12.02.2011 | Джон Адамс «Никсон в Китае»       | Питер Селларс         | Джон Адамс       | Джеймс Маддалена — Ричард Никсон Ричард Пол Финк — Генри Киссинджер Роберт Брубейкер — Мао Цзэдун                                           |
| 26.02.2011 | К. В. Глюк «Ифигения в Тавриде»   | Стивен Водсворт       | Патрик Саммерс   | Сьюзен Грэм — Ифигения Пласидо Доминго — Пилад                                                                                              |
| 19.03.2011 | Г. Доницетти «Лючия ди Ламмермур» | Мэри Циммерман        | Патрик Саммерс   | Натали Дессей — Лючия Джозеф Каллея — Эдгардо                                                                                               |
| 09.04.2011 | Дж. Россини «Граф Ори»            | Бартлетт Шер          | Маурицио Бенини  | Хуан Диего Флорес — Граф Ори Джойс ДиДонато Диана Дамрау                                                                                    |
| 23.04.2011 | Р. Штраус «Каприччио»             | Джон Кокс             | Эндрю Дэвис      | Рене Флеминг — Графиня Джозеф Кайзер — Оливьер                                                                                              |
| 30.04.2011 | Дж. Верди «Трубадур»              | Дэвид Маквикар        | Джеймс Ливайн    | Дмитрий Хворостовский — Граф ди Луна Сондра Радвановски — Леонора Долора Заик — Азучена Марсело Альварес — Манрико                          |
| 14.05.2011 | Р. Вагнер «Валькирия»             | Робер Лепаж           | Джеймс Ливайн    | Дебора Войт Эва-Мария Вестбрук Стефани Блайт Йонас Кауфман Брин Терфель                                                                     |

| Дата       | Опера                              | Постановка             | Дирижёр          | Исполнители |
| ---------- | ---------------------------------- | ---------------------- | ---------------- | --- |
| 15.10.2011 | Г. Доницетти «Анна Болейн»         | Дэвид Маквикар         | Марко Армильято  | Анна Нетребко — Анна Болейн Екатерина Губанова — Джейн Сеймур Ильдар Абдразаков — Генрих VIII                                                                      |
| 29.10.2011 | В. А. Моцарт «Дон Жуан»            | Майкл Грэндэйдж        | Фабио Луизи      | Мариуш Квечень — Дон Жуан Марина Ребека — Донна Анна Мойка Эрдманн — Церлина Барбара Фриттоли — Донна Эльвира Рамон Варгас — Дон Оттавио Лука Пизарони — Лепорелло |
| 05.11.2011 | Р. Вагнер «Зигфрид»                | Робер Лепаж            | Фабио Луизи      | Джей Хантер Моррис — Зигфрид Дебора Войт — Брунгильда Брин Терфель — Альберих                                                                                      |
| 19.11.2011 | Ф. Гласс «Сатьяграха (опера)»      | Фелим Макдермот        | Данте Анцолини   | Рашель Дуркин Ричард Крофт Ким Джозефсон Альфред Уолкер |
| 03.12.2011 | Г. Ф. Гендель «Роделинда»          | Стивен Водсворт (2004) | Гарри Бикет      | Рене Флеминг — Роделинда Андреас Шолль — Бертаридо Коби ван Ренсбург — Гримальд                                                                                    |
| 10.12.2011 | Ш. Гуно «Фауст»                    | Дес Макануфф           | Янник Незе-Сеген | Йонас Кауфманн — Фауст Марина Поплавская — Маргарита Рене Папе — Мефистофель                                                                                       |
| 21.01.2012 | Джереми Сэмс «Зачарованный остров» | Фелим Макдермот        | Уильям Кристи    | Даниэль де Низ — Ариэль Лизетта Оропеса — Миранда Джойс ДиДонато — Сикоракс Дэвид Дэниелс — Просперо Пласидо Доминго — Нептун Лука Пизарони — Калибан              |
| 11.02.2012 | Р. Вагнер «Гибель богов»           | Робер Лепаж            | Фабио Луизи      | Дебора Войт — Брунгильда Джей Хантер Моррис — Зигфрид Эрик Оуэнс — Альберих                                                                                        |
| 07.04.2012 | Ж. Массне «Манон»                  | Лоран Пелли            | Фабио Луизи      | Анна Нетребко — Манон Пётр Бечала — де Грие |
| 14.04.2012 | Дж. Верди «Травиата»               | Вилли Деккер           | Фабио Луизи      | Натали Дессей — Виолетта Мэттью Поленцани — Альфред Дмитрий Хворостовский — Жермон                                                                                 |

| Дата       | Опера                              | Постановка              | Дирижёр         | Исполнители |
| ---------- | ---------------------------------- | ----------------------- | --------------- | --- |
| 13.10.2012 | Г. Доницетти «Любовный напиток»    | Бартлетт Шер            | Маурицио Бенини | Анна Нетребко — Адина Мэттью Поленцани — Неморино Мариуш Квечень — Белькоре Амброджо Маэстри — Дулькамара                              |
| 27.10.2012 | Дж. Верди «Отелло»                 | Элайджа Мошински (1994) | Семён Бычков    | Рене Флеминг — Дездемона Йохан Бота — Отелло Майкл Фабиано — Кассио Фальк Штрукманн — Яго                                              |
| 10.11.2012 | Т. Адес «Буря»                     | Робер Лепаж             | Томас Адес      | Саймон Кинлисайд — Просперо Одри Луна — Ариэль Изабель Леонард — Миранда Алан Оук — Калибан                                            |
| 01.12.2012 | В. А. Моцарт «Милосердие Тита»     | Жан-Пьер Поннель (1984) | Гарри Бикет     | Люси Кроу — Сервилия Барбара Фриттоли — Вителлия Элина Гаранча — Секст Джузеппе Фильяноти — Тит                                        |
| 08.12.2012 | Дж. Верди «Бал-маскарад»           | Дэвид Олден             | Фабио Луизи     | Сондра Радвановски — Амелия Стефани Блайт — Ульрика Марсело Альварес — Густаво Дмитрий Хворостовский — Ренато                          |
| 15.12.2012 | Дж. Верди «Аида»                   | Соня Фриселл (1988)     | Фабио Луизи     | Людмила Монастырская — Аида Ольга Бородина — Амнерис Роберто Аланья — Радамес Георгий Гагнидзе — Амонасро                              |
| 05.01.2013 | Г. Берлиоз «Троянцы»               | Франческа Замбелло      | Фабио Луизи     | Дебора Войт — Кассандра Сьюзен Грэм — Дидона Брайан Химель — Эней Дуэйн Крофт — Хореб Ён Кванчоль — Нарвал                             |
| 19.01.2013 | Г. Доницетти «Мария Стюарт»        | Дэвид Маквикар          | Маурицио Бенини | Джойс ДиДонато — Мария Стюарт Эльза ван ден Хевер — Елизавета Франческо Мели — Лестер Мэтью Роуз — Тэлбот                              |
| 16.02.2013 | Дж. Верди «Риголетто»              | Майкл Майер             | Микеле Мариотти | Диана Дамрау — Джильда Пётр Бечала — герцог Мантуанский Желько Лучич — Риголетто Оксана Волкова — Маддалена Штефан Кочан — Спарафучиле |
| 02.03.2013 | Р. Вагнер «Парсифаль»              | Франсуа Жирар           | Даниэле Гатти   | Йонас Кауфманн — Парсифаль Катарина Далайман — Кундри Петер Маттеи — Амфортас Рене Папе — Гурнеманц Евгений Никитин — Клингзор         |
| 16.03.2013 | Р. Дзандонаи «Франческа да Римини» | Пьеро Фаджони (1984)    | Марко Армильято | Эва-Мария Вестбрук — Франческа Марчелло Джордани — Паоло Роберт Брубейкер — Малатестино Марк Делаван — Джанчотто                       |
| 27.04.2013 | Г. Ф. Гендель «Юлий Цезарь»        | Дэвид Маквикар (2005)   | Гарри Бикет     | Натали Дессей — Клеопатра Элис Кут — Секст Дэвид Дэниэлс — Цезарь Кристоф Дюмо — Птолемей                                              |

| Дата       | Опера                             | Постановка        | Дирижёр           | Исполнители |
| ---------- | --------------------------------- | ----------------- | ----------------- | --- |
| 05.10.2013 | П. И. Чайковский «Евгений Онегин» | Дебора Уорнер     | Валерий Гергиев   | Анна Нетребко — Татьяна Мариуш Квечень — Онегин Пётр Бечала — Ленский |
| 26.10.2013 | Д. Шостакович «Нос»               | Уильям Кентридж   | Павел Смелков     | Поулу Шот — Ковалёв |
| 09.11.2013 | Дж. Пуччини «Тоска»               | Люк Бонди         | Риккардо Фрицца   | Патриция Расетт — Тоска Роберто Аланья — Каварадосси Георгий Гагнидзе — Скарпия |
| 14.12.2013 | Дж. Верди «Фальстаф»              | Роберт Карсен     | Джеймс Ливайн     | Амброджо Маэстри — Фальстаф Анджела Мид — Алиса Форд Лизетта Оропеса — Нанетта Стефани Блайт — Миссис Квикли                                                                       |
| 08.02.2014 | А. Дворжак «Русалка»              | Отто Шенк         | Янник Незе-Сеген  | Рене Флеминг — Русалка Пётр Бечала — Принц Долора Заик — Баба Яга |
| 01.03.2014 | А. П. Бородин «Князь Игорь»       | Дмитрий Черняков  | Джанандреа Нозеда | Ильдар Абдразаков — Князь Игорь Оксана Дыка — Ярославна Штефан Кочан — Кончак Сергей Семишкур — Владимир Игоревич Анита Рачвелишвили — Кончаковна Михаил Петренко — Князь Галицкий |
| 15.03.2014 | Ж. Массне «Вертер»                | Ричард Айр        | Ален Алтыноглу    | Ионас Кауфман — Вертер Софи Кош — Шарлотта |
| 05.04.2014 | Дж. Пуччини «Богема»              | Франко Дзефирелли | Стефано Ранцани   | Кристине Ополайс — Мими Витторио Григоло — Рудольф Сюзанна Филлипс — Мюзетта |
| 26.04.2014 | В. А. Моцарт «Так поступают все»  | Лесли Кёниг       | Джеймс Ливайн     | Сюзанна Филлипс — Фьордилиджи Изабель Леонард — Дорабелла Мэттью Поленцани — Феррандо Даниэль де Низ — Деспина                                                                     |
| 10.05.2014 | Дж. Россини «Золушка»             | Чезаре Лиеви      | Фабио Луизи       | Джойс ДиДонато — Анджелина Хуан Диего Флорес — Рамиро |

| Дата               | Опера                                                             | Постановка         | Дирижёр           | Исполнители |
| ------------------ | ----------------------------------------------------------------- | ------------------ | ----------------- | --- |
| 11.10.2014         | Дж. Верди «Макбет»                                                | Адриан Ноубл       | Фабио Луизи       | Анна Нетребко — Леди Макбет Желько Лучич — Макбет Джозеф Каллея — Макдуф Рене Папе — Банко                                            |
| 18.10.2014         | В. А. Моцарт «Свадьба Фигаро»                                     | Ричард Айр         | Джеймс Ливайн     | Ильдар Абдразаков — Фигаро Марлис Петерсен — Сюзанна Петер Маттеи — граф Аманда Майески — графиня Изабель Леонард — Керубино          |
| 01.11.2014         | Ж. Бизе «Кармен»                                                  | Ричард Айр         | Пабло Эрас-Касадо | Анита Рачвелишвили — Кармен Александр Антоненко — Хозе Анита Хартиг — Микаэла Ильдар Абдразаков — Эскамильо                           |
| 15.11.2014 отменён | Дж. Адамс «Смерть Клингхофера»                                    | Том Моррис         | Дэвид Робертсон   | Поулу Шот |
| 22.11.2014         | Дж. Россини «Севильский цирюльник»                                | Бартлетт Шер       | Микеле Мариотти   | Изабель Леонард} — Розина Лоуренс Браунли — Граф Альмавива Кристофер Мальтман — Фигаро Паата Бурчуладзе — Дон Базилио                 |
| 13.12.2014         | Р. Вагнер «Нюрнбергские мейстерзингеры»                           | Отто Шенк          | Джеймс Ливайн     | Йохан Ройтер — Ганс Сакс Йохан Бота — Вальтер Аннетте Даш — Ева                                                                       |
| 17.01.2015         | Ф. Легар «Весёлая вдова»                                          | Сьюзан Строман     | Эндрю Дэвис       | Рене Флеминг — Ганна Главари Натан Ганн — Данило Келли О’Хара — Валансьенна                                                           |
| 31.01.2015         | Ж. Оффенбах «Сказки Гофмана»                                      | Бартлетт Шер       | Ив Абель          | Витторио Григоло — Гофман Хибла Герзмава — Олимпия, Антония, Джульетта Томас Хэмпсон — Линдорф, Коппелиус, доктор Миракль, Дапертутто |
| 14.02.2015         | П. И. Чайковский «Иоланта» Б. Барток «Замок герцога Синяя Борода» | Мариуш Трелиньский | Валерий Гергиев   | Анна Нетребко — Иоланта Пётр Бечала — Водемон Надя Михаэль — Юдит Михаил Петренко — Синяя Борода                                      |
| 14.03.2015         | Дж. Россини «Дева озера»                                          | Пол Карран         | Микеле Мариотти   | Джойс ДиДонато — Элен Даниэла Барчеллона — Малькольм Хуан Диего Флорес — Уберто                                                       |
| 25.04.2015         | П. Масканьи «Сельская честь» Р. Леонкавалло «Паяцы»               | Дэвид Маквикар     | Фабио Луизи       | Марсело Альварес — Туридду, Канио Эва-Мария Вестбрук — Сантуцца Патриция Расетт — Недда                                               |

| Дата       | Опера                          | Постановка        | Дирижёр           | Исполнители                                                                                              |
| ---------- | ------------------------------ | ----------------- | ----------------- | --- |
| 03.10.2015 | Дж. Верди «Трубадур»           | Дэвид Маквикар    | Марко Армильято   | Анна Нетребко — Леонора Ли Ёнхун — Манрико Дмитрий Хворостовский — Граф ди Луна Долора Заик — Азучена    |
| 17.10.2015 | Дж. Верди «Отелло»             | Бартлетт Шер      | Янник Незе-Сеген  | Александр Антоненко — Отелло Соня Йончева — Дездемона Желько Лучич — Яго                                 |
| 31.10.2015 | Р. Вагнер «Тангейзер»          |                   | Джеймс Ливайн     | Йохан Бота — Тангейзер Эва-Мария Вестбрук — Елизавета Петер Маттеи — Вольфрам Мишель Деянг — Венера      |
| 21.11.2015 | Альбан Берг «Лулу»             | Уильям Кентридж   | Джеймс Ливайн     | Марлис Петерсен — Лулу Сьюзен Грэм — Графиня Гешвиц                                                      |
| 16.01.2016 | Ж. Бизе «Искатели жемчуга»     | Пенни Вулкок      | Джанандреа Нозеда | Диана Дамрау — Лейла Мэттью Поленцани — Надир Мариуш Квечень — Зурга                                     |
| 30.01.2016 | Дж. Пуччини «Турандот»         | Франко Дзефирелли | Паоло Кариньяни   | Нина Штемме — Турандот Марко Берти — Калаф                                                               |
| 05.03.2016 | Дж. Пуччини «Манон Леско»      | Ричард Айр        | Фабио Луизи       | Кристина Ополайс — Манон Йонас Кауфман — Кавалер де Грие                                                 |
| 02.04.2016 | Дж. Пуччини «Мадам Баттерфляй» | Энтони Мингелла   | Карел Марк Чичон  | Кристина Ополайс — Чио-Чио-сан Роберто Аланья — Пинкертон                                                |
| 16.04.2016 | Г. Доницетти «Роберто Деверё»  | Дэвид Маквикар    | Маурицио Бенини   | Сондра Радвановски — Елизавета Мэттью Поленцани — Деверё Элина Гаранча — Сара Мариуш Квечень — Ноттингем |
| 30.04.2016 | Р. Штраус «Электра»            | Патрис Шеро       | Эса-Пекка Салонен | Нина Штемме — Электра Вальтрауд Майер — Клитемнестра Адрианна Печонка — Хрисофемида Эрик Оуэнс — Орест   |

| Дата       | Опера                             | Постановка        | Дирижёр           | Исполнители |
| ---------- | --------------------------------- | ----------------- | ----------------- | --- |
| 08.10.2016 | Р. Вагнер «Тристан и Изольда»     | Мариуш Трелинский | Саймон Рэттл      | Нина Штемме — Изольда Стюарт Скелтон — Тристан Екатерина Губанова — Брангена Рене Папе — Король Марк                                                                   |
| 22.10.2016 | В. А. Моцарт «Дон Жуан»           | Майкл Грандейдж   | Фабио Луизи       | Саймон Кинлисайд — Дон Жуан Хибла Герзмава — Донна Анна Роландо Вильясон — Дон Оттавио Малин Бистрём — Донна Эльвира Адам Плахетка — Лепорелло Серена Мальфи — Церлина |
| 10.12.2016 | Кайя Саариахо «Любовь издалека»   | Робер Лепаж       | Сусанна Мялкки    | Сусанна Филлипс — Клеманс Эрик Оуэнс — Жофре Рюдель Тамара Мамфорд — Пилигрим                                                                                          |
| 07.01.2017 | Дж. Верди «Набукко»               | Элайджа Мошински  | Джеймс Ливайн     | Пласидо Доминго — Набукко Людмила Монастырская — Абигайль Джейми Бартон — Фенена Рассел Томас — Измаил Дмитрий Белосельский — Захария                                  |
| 21.01.2016 | Ш. Гуно «Ромео и Джульетта»       | Бартлетт Шер      | Джанандреа Нозеда | Диана Дамрау — Джульетта Витторио Григоло — Ромео |
| 25.02.2017 | А. Дворжак «Русалка»              | Мэри Циммерманн   | Марк Элдер        | Кристина Ополайс — Русалка Брендон Йованович — Принц Джейми Бартон — Ежибаба Эрик Оуэнс — Водяной                                                                      |
| 11.03.2017 | Дж. Верди «Травиата»              | Вилли Деккер      | Никола Луизотти   | Соня Йончева — Виолетта Валери Майкл Фабиано — Альфред Жермон Томас Хэмпсон — Жорж Жермон                                                                              |
| 25.03.2017 | В. А. Моцарт «Идоменей»           | Жан-Пьер Поннель  | Джеймс Ливайн     | Мэттью Поленцани — Идоменей Элис Кут — Идамант Эльза ван дер Хевер — Электра Надин Сьерра — Илиа Алан Опи — Арбас                                                      |
| 22.04.2017 | П. И. Чайковский «Евгений Онегин» | Дебора Уорнер     | Робин Тиччати     | Анна Нетребко — Татьяна Дмитрий Хворостовский — Онегин Алексей Долгов — Ленский Штефан Кочан — Гремин                                                                  |
| 13.05.2017 | Р. Штраус «Кавалер розы»          | Роберт Карсен     | Джеймс Ливайн     | Рене Флеминг — Маршальша Элина Гаранча — Октавиан Эрин Морли — Софи |

| Дата       | Опера                            | Постановка                | Дирижёр         | Исполнители |
| ---------- | -------------------------------- | ------------------------- | --------------- | --- |
| 07.10.2017 | В. Беллини «Норма»               | Дэвид Маквикар            | Карло Рицци     | Сондра Радвановски — Норма Джойс Дидонато — Адальджиза Джозеф Каллея — Поллионе                                              |
| 14.10.2017 | В. А. Моцарт «Волшебная флейта»  | Джули Теймор              | Джеймс Ливайн   | Голда Шульц — Памина Кэтрин Льюек — Королева ночи Чарльз Кастроново — Памино Маркус Верба — Папагено Рене Папе — Зарастро    |
| 18.11.2017 | Томас Адес «Истребляющий ангел»  | Том Кернс                 | Томас Адес      | Одри Луна — Летиция Майнар Дэвид Адам Мур — Альваро Гомес Софи Беван — Беатрис Аманда Эхалас — Лючия Салли Мэтьюс — Сильвия  |
| 27.01.2018 | Дж. Пуччини «Тоска»              | Дэвид Маквикар            | Андрис Нелсонс  | Кристина Ополайс — Тоска Витторио Григоло — Каварадосси Брин Терфель — Скарпия                                               |
| 10.02.2018 | Г. Доницетти «Любовный напиток»  | Бартлетт Шер              | Доминго Хиндоян | Притти Йенде — Адина Мэттью Поленцани — Неморино Давид Лучано — Белькоре Ильдебрандо Д’Арканджело — Дулькамара               |
| 24.02.2018 | Дж. Пуччини «Богема»             | Франко Дзеффирелли (1980) | Марко Армильято | Соня Йончева — Мими Майкл Фабиано — Рудольф Сюзанна Филипс — Мюзетта                                                         |
| 10.03.2018 | Дж. Россини «Семирамида»         | Джон Копли                | Маурицио Бенини | Анжела Мид — Семирамида Элизабет Дешонг — Арзаче Хавьер Камарена — Идрено Ильдар Абдразаков — Ассур Райан Спидо Грин — Орой  |
| 31.03.2018 | В. А. Моцарт «Так поступают все» | Фелим Макдермот           | Дэвид Робертсон | Аманда Майески — Фьордилиджи Серена Мальфи — Дорабелла Келли О’Хара — Деспина                                                |
| 14.04.2018 | Дж. Верди «Луиза Миллер»         | Элайджа Мошински          | Джеймс Ливайн   | Соня Йончева — Луиза Пётр Бечала — Родольфо Пласидо Доминго — Миллер Олеся Петрова — Федерика Александр Виноградов — Вальтер |
| 28.04.2018 | Жюль Массне «Золушка»            | Лоран Пелли               | Бертран де Бийи | Джойс Дидонато — Золушка Элис Кут — Принц Шарман Кэтлин Ким — Фея Стефани Блайт — мадам де ля Олтьер Лоран Наури — Пандольф  |

| Дата       | Опера                          | Постановка            | Дирижёр           | Исполнители |
| ---------- | ------------------------------ | --------------------- | ----------------- | --- |
| 05.10.2018 | Дж. Верди «Аида»               | Соня Фриселл          | Никола Луизотти   | Анна Нетребко — Аида Анита Рачвелишвили — Амнерис Александр Антоненко — Радамес                                   |
| 20.10.2018 | К. Сен-Санс «Самсон и Далила»  | Дарко Тресняк         | Марк Элдер        | Элина Гаранча — Далила Роберто Аланья — Самсон Лоран Наури — Верховный жрец Эльчин Азизов — Абемелех              |
| 27.10.2018 | Дж. Пуччини «Девушка с Запада» | Джанкарло дель Монако | Марко Армильято   | Эва-Мария Вестбрук — Минни Йонас Кауфман — Дик Джонсон Карло Бози — Ник Желько Лучич — Джек Рэнс                  |
| 10.11.2011 | Нико Мьюли «Марни»             | Майкл Мейер           | Роберт Спано      | Изабель Леонард — Марни Кристофер Малтман — Марк Ратлэнд Йестин Дэвис — Терри Ратлэнд                             |
| 15.12.2018 | Дж. Верди «Травиата»           | Майкл Мейер           | Янник Незе-Сеген  | Диана Дамрау — Виолетта Валери Хуан Диего Флорес — Альфред Жермон Куин Келси — Жорж Жермон                        |
| 12.01.2019 | Ф. Чилеа «Адриана Лекуврёр»    | Дэвид Маквикар        | Джанандреа Нозеда | Анна Нетребко — Адриана Пётр Бечала — Маурицио Амброджо Маэстри — Мишонне Анита Рачвелишвили — Принцесса де Буйон |
| 02.02.2019 | Ж. Бизе «Кармен»               | Ричард Эйр            | Луи Лангре        | Клементин Марген — Кармен Роберто Аланья — Хозе Александра Куржак — Микаэла Александр Виноградов — Эскамильо      |
| 02.03.2019 | Г. Доницетти «Дочь полка»      | Лоран Пелли           | Энрике Маццола    | Притти Йенде — Мари Хавьер Камарена — Тони Алессандро Корбелли — Сюльпис Стефани Блайт — маркиза ди Беркенфилд    |
| 30.03.2019 | Р. Вагнер «Валькирия»          | Робер Лепаж           | Филипп Джордан    | Кристин Гёрке — Брунгильда Эва-Мария Вестбрук — Зиглинда Стюарт Скелтон — Зигмунд Грир Гримсли — Вотан            |
| 11.05.2019 | Ф. Пуленк «Диалоги кармелиток» | Джон Декстер          | Янник Незе-Сеген  | Изабель Леонард — Бланш Карен Карджил — мать Мария Адрианна Печонка — мадам Лидуан                                |

| Дата       | Опера                         | Постановка        | Дирижёр          | Исполнители                                                                                                |
| ---------- | ----------------------------- | ----------------- | ---------------- | --- |
| 12.10.2019 | Дж. Пуччини «Турандот»        | Франко Дзефирелли | Янник Незе-Сеген | Кристин Гёрке — Турандот Юсиф Эйвазов — Калаф Элеонора Буратто — Лиу                                       |
| 26.10.2019 | Ж. Массне «Манон»             | Лоран Пелли       | Маурицио Бенини  | Лизетта Оропеса — Манон Майкл Фабиано — де Грие                                                            |
| 23.11.2019 | Ф. Гласс «Эхнатон»            | Фелим Макдермот   | Карен Каменсек   | Энтони Рот Костанцо — Эхнатон                                                                              |
| 12.01.2020 | А. Берг «Воццек»              | Уильям Кентридж   | Янник Незе-Сеген | Петер Маттеи — Воццек Эльза ван дер Хевер — Мари                                                           |
| 01.02.2020 | Дж. Гершвин «Порги и Бесс»    | Джеймс Робинсон   | Дэвид Робертсон  | Энджел Блю — Бесс Эрик Оуэнс — Порги Фредерик Баллентайн — Спортинг Лайф                                   |
| 29.02.2020 | Г. Ф. Гендель «Агриппина»     | Дэвид Маквикар    | Гарри Бикет      | Джойс ДиДонато — Агриппина Кейт Линдси — Нерон Мэтью Роуз — Клавдий Бренда Ре — Поппея Йестин Дэвис — Отон |
| 14.03.2020 | Р. Вагнер «Летучий голландец» | Франсуа Жирар     | Валерий Гергиев  | Брин Терфель — Голландец Аня Кампе — Сента Франц-Йозеф Селиг — Даланд Сергей Скороходов — Эрик             |
| 11.04.2020 | Дж. Пуччини «Тоска»           | Дэвид Маквикар    | Бертран де Бийи  | Анна Нетребко — Тоска Брайан Джадж — Тони Михаель Фолле — Скарпия                                          |
| 09.05.2020 | Г. Доницетти «Мария Стюарт»   | Дэвид Маквикар    | Маурицио Бенини  | Диана Дамрау — Мария Стюарт Джейми Бартон — Елизавета Стивен Костелло — Лестер                             |

## Записи трансляций
Записи многих трансляций изданы на DVD и Blu-ray ведущими лейблами (Deutsche Grammophon, EMI classics, Decca и др.)

.
Издания оперы «Доктор Атом» (Sony Masterworks) в 2011 году, тетралогии «Кольцо нибелунга» (Deutsche Grammophon) в 2012 году и оперы «Буря» (Deutsche Grammophon) в 2013 году удостоены премии «Грэмми» в номинации «Лучшая оперная запись»
.

| Название                                                                                  | Дата релиза                         | Дата записи     | Лейбл                         | Ссылки                              |
| ----------------------------------------------------------------------------------------- | ----------------------------------- | --------------- | ----------------------------- | ----------------------------------- |
| Mozart. The Magic Flute                                                                   | DVD                                 | 30.12.2006      | Metropolitan Opera Production | [ В 2 ]                             |
| Bellini. I Puritani                                                                       | DVD: 12.12.2007 Blu-ray: 06.10.2008 | 06.01.2007      | Deutsche Grammophon           | [ В 3 ] [ В 4 ] [ В 5 ]             |
| Tchaikovsky. Eugene Onegin                                                                | DVD: 04.02.2008 Blu-ray: 06.10.2008 | 24.02.2007      | Decca Classics                | [ В 6 ] [ В 7 ] [ В 8 ] [ В 9 ]     |
| Tan Dun. The First Emperor                                                                | DVD: 2008 год                       | 13.01.2007      | EMI Classics                  | [ В 10 ] [ В 11 ]                   |
| Verdi. Macbeth                                                                            | DVD: 2008 год                       | 12.01.2008      | EMI Classics                  | [ В 12 ] [ В 13 ]                   |
| Puccini. Manon Lescaut                                                                    | DVD: 2008 год                       | 16.02.2008      | EMI Classics                  | [ В 14 ] [ В 15 ]                   |
| Britten. Peter Grimes                                                                     | DVD: 2008 год                       | 15.03.2008      | EMI Classics                  | [ В 16 ]                            |
| Humperdinck. Hansel And Gretel                                                            | DVD: 2008 год                       | 01.01.2008      | EMI Classics                  | [ В 17 ] [ В 18 ]                   |
| Puccini. La Bohème                                                                        | DVD: 2008 год                       | 05.01.2008      | EMI Classics                  | [ В 19 ] [ В 20 ]                   |
| Donizetti. Lucia di Lammermoor                                                            | DVD:02.11.2009                      | 07.02.2009      | Deutsche Grammophon           | [ В 21 ] [ В 22 ] [ В 23 ]          |
| Rossini. La Cenerentola                                                                   | DVD: 11.01.2010                     | 09.05.2009      | Deutsche Grammophon           | [ В 24 ] [ В 25 ]                   |
| Massenet. Thaïs'                                                                          | DVD: 01.02.2010'                    | 20.12.2008      | Decca Classics                | [ В 26 ] [ В 27 ]                   |
| Bellini. La Sonnambula                                                                    | DVD: 01.03.2010                     | 21.03.2009      | Decca Classics                | [ В 28 ] [ В 29 ]                   |
| Bizet. Carmen                                                                             | DVD: 02.08.2010 Blu-ray: 02.05.2012 | 16.01.2010      | Deutsche Grammophon           | [ В 30 ] [ В 31 ]                   |
| Puccini. La Rondine                                                                       | DVD: 12.10.2010                     | 10.01.2009      | EMI Classics                  | [ В 32 ] [ В 33 ]                   |
| Strauss. Salome                                                                           | DVD: 25.01.2011                     | 11.10.2008      | SONY Classics                 | [ В 34 ]                            |
| Adams. Doctor Atomic                                                                      | 08.12.2008                          | DVD: 25.01.2011 | SONY Masterworks              | [ В 35 ]                            |
| Puccini. Madama Butterfly                                                                 | DVD: 25.01.2011                     | 07.03.2009      | SONY Classics                 | [ В 36 ]                            |
| Verdi. Simon Boccanegra                                                                   | DVD: 25.01.2011                     | 06.02.2010      | SONY Classics                 | [ В 37 ]                            |
| Rossini. Armida                                                                           | DVD: 07.02.2011                     | 01.05.2010      | Decca Classics                | [ В 38 ] [ В 39 ]                   |
| Donizetti. Don Pasquale                                                                   | DVD: 13.05.2011 Blu-ray: 31.05.2011 | 13.11.2010      | Deutsche Grammophon           | [ В 40 ] [ В 41 ] [ В 42 ] [ В 43 ] |
| Verdi. Aida                                                                               | DVD: 04.07.2011                     | 24.10.2009      | Decca Classics                | [ В 44 ] [ В 45 ]                   |
| Puccini. Turandot                                                                         | DVD и Blu-ray: 04.07.201            | 07.11.2009      | Decca Classics                | [ В 46 ] [ В 47 ] [ В 48 ]          |
| Richard Strauss. Capriccio                                                                | DVD и Blu-ray: 07.11.2011           | 23.04.2011      | Decca Classics                | [ В 49 ] [ В 50 ] [ В 51 ]          |
| Puccini. Tosca                                                                            | DVD                                 | 10.10.2009      | Virgin Classics               | [ В 52 ] [ В 53 ]                   |
| Rossini. Le Comte Ory                                                                     | DVD: 03.04.2012                     | 09.04.2011      | Virgin Classics               | [ В 54 ] [ В 55 ]                   |
| Puccini. La Fanciulla Del West                                                            | DVD и Blu-ray: 02.05.2012           | 08.01.2011      | Deutsche Grammophon           | [ В 56 ] [ В 57 ] [ В 58 ]          |
| Verdi. Il Trovatore                                                                       | DVD и Blu-ray: 02.05.2012           | 30.04.2011      | Deutsche Grammophon           | [ В 59 ] [ В 60 ] [ В 61 ]          |
| R. Wagner. Der Ring des Nibelungen:                                                       | DVD и Blu-ray: 14.09.2012           | тетралогия      | Deutsche Grammophon           | [ В 62 ] [ В 63 ] [ В 64 ]          |
| ·Das Rheingold                                                                            | DVD и Blu-ray: 14.09.2012           | 09.10.2010      | Deutsche Grammophon           | [ В 65 ] [ В 66 ] [ В 67 ]          |
| ·Die Walküre                                                                              | DVD и Blu-ray: 14.09.2012           | 14.05.2011      | Deutsche Grammophon           | [ В 68 ] [ В 69 ] [ В 70 ]          |
| ·Siegfried                                                                                | DVD и Blu-ray: 14.09.2012           | 05.11.2011      | Deutsche Grammophon           | [ В 71 ] [ В 72 ] [ В 73 ]          |
| ·Götterdämmerung                                                                          | DVD и Blu-ray: 14.09.2012           | 11.02.2012      | Deutsche Grammophon           | [ В 74 ] [ В 75 ] [ В 76 ]          |
| Handel. Rodelinda                                                                         | DVD и Blu-ray: 01.10.2012           | 03.12.2011      | Decca Classics                | [ В 77 ] [ В 78 ] [ В 79 ]          |
| John Adams. Nixon in China                                                                | DVD и Blu-ray: 19.11.2012           | 12.02.2011      | Nonesuch                      | [ В 80 ] [ В 81 ]                   |
| The Enchanted Island. A Baroque pastiche with music by Handel, Vivaldi, Rameau and others | DVD: 19.11.2012                     | 21.01.2012      | Virgin Classics               | [ В 82 ] [ В 83 ]                   |
| Verdi. Rigoletto                                                                          | DVD и Blu-ray: 28.05.2013           | 16.02.2013      | Deutsche Grammophon           | [ В 84 ] [ В 85 ]                   |
| Thomas Ades. The Tempest                                                                  | DVD:10.11.2013                      | 16.08.2013      | Deutsche Grammophon           | [ В 86 ] [ В 87 ]                   |
| Wagner. Parsifal                                                                          | DVD и Blu-ray: 25.02.2014           | 02.03.2013      | Sony                          | [ В 88 ] [ В 89 ]                   |
| Tchaikovsky. Eugene Onegin                                                                | DVD и Blu-ray: 04.03.2014           | 05.10.2013      | Deutsche Grammophon           | [ В 90 ] [ В 91 ] [ В 92 ]          |
| Gounod. Faust                                                                             | DVD и Blu-ray: 25.03.2014           | 10.12.2011      | Decca                         | [ В 93 ] [ В 94 ]                   |
| Donizetti. Maria Stuarda                                                                  | DVD: 08.04.2014                     | 19.01.2013      | Erato                         | [ В 95 ] [ В 96 ]                   |
| Borodin. Prince Igor                                                                      | DVD и Blu-ray: 16.09.2014           | 01.03.2014      | Deutsche Grammophon           | [ В 97 ] [ В 98 ] [ В 99 ]          |
| Verdi. Otello                                                                             | DVD и Blu-ray: 04.05.2015           | 27.10.2012      | Decca                         | [ В 100 ]                           |
| Verdi. Falstaf                                                                            | DVD и Blu-ray: 10.09.2015           | 14.12.2013      | Decca                         | [ В 101 ]                           |
| Rusalka                                                                                   | DVD и Blu-ray: 25.09.2015           | 08.02.2014      | Decca                         | [ В 102 ]                           |
| Verdi. Macbeth                                                                            | DVD и Blu-ray: 02.10.2015           | 11.10.2014      | Deutsche Grammophon           | [ В 103 ]                           |
| Rossini. La Donna del Lago                                                                | DVD и Blu-ray: 27.11.2015           | 14.03.2015      | Erato                         | [ В 104 ]                           |
| Lehar. The Merry Widow                                                                    | DVD и Blu-ray:                      | 17.01.2015      | Decca                         | [ В 105 ]                           |
| Verdi. Otello                                                                             | DVD и Blu-ray:                      | 17.10.2015      | Sony classics                 | [ В 106 ]                           |
| Berg. Lulu                                                                                | DVD и Blu-ray: 28.10.2016           | 21.11.2015      | Met Opera                     | [ В 107 ]                           |
| Biset. Les Pêcheurs de Perles                                                             | DVD и Blu-ray: 20.01.2017           | 16.01.2016      | Erato                         | [ В 108 ]                           |
| Strauss. Der Rosenkavalier                                                                | DVD и Blu-ray: 01.12.2017           | 13.05.2017      | Decca                         | [ В 109 ]                           |

## Награды
| Премия | Год  | Номинация | Лауреат |
| ------ | ---- | --- | --- |
| Эмми   | 2007 | За лучший звук | Трансляция оперы «Волшебная флейта»                                                                                          |
| Эмми   | 2008 | За выдающуюся техническую и операторскую работу                                                                                                 | Трансляция оперы «Гензель и Гретель»                                                                                         |
| Эмми   | 2011 | За выдающуюся техническую и операторскую работу                                                                                                 | Трансляция оперы «Дон Паскуале»                                                                                              |
| Пибоди | 2008 | За использование современных технологий для повышения качества и широкого распространения произведений классического исполнительского искусства | Прямые трансляции Метрополитен-опера в HD в сезонах 2006/2007 и 2007/2008                                                    |
| Грэмми | 2011 | За лучшую оперную запись | Sony Masterworks, опера Дж. Адамса «Доктор Атом»                                                                             |
| Грэмми | 2012 | За лучшую оперную запись | Deutsche Grammophon, тетралогия Р. Вагнера «Кольцо нибелунга» (оперы «Золото Рейна», «Валькирия», «Зигфрид», «Гибель богов») |
| Грэмми | 2013 | За лучшую оперную запись | Deutsche Grammophon, опера Т. Адеса «Буря»                                                                                   |

## Другие театры и жанры в формате Live in HD
Успешный опыт Метрополитен-опера приняли на вооружение и другие театры. Трансляции в режиме Live ведут Ла Скала в Милане, Ковент-Гарден в Лондоне, Парижская опера и другие. В 2010 году Большой театр объявил о начале цикла прямых трансляций балетных спектаклей в зарубежных кинотеатрах (в российских — с 2013 года), и продолжает мировые трансляции при содействии французских компаний Bel Air Classiques и Pathé Live. Берлинская филармония транслирует в кинотеатры симфонические концерты.
Прямой показ пробуют и драматические театры — так, в 2009 году начал прямые трансляции своих спектаклей Королевский национальный театр в Лондоне, и с 2012 года эти трансляции можно увидеть в России. Опыт лондонского театра оказался вполне успешным, и другие драматические театры тоже пробуют выйти к зрителям с трансляциями в формате Live in cinema.
Организация и техническое обеспечение прямых трансляций требует больших затрат, и только те театры, у которых есть достаточно крупные спонсоры, могут обеспечить показы на регулярной основе. Например, Филармония Лос-Анджелеса, начавшая серию прямых трансляций симфонических концертов в 2011 году, после двух сезонов была вынуждена объявить об их прекращении в связи с тяжёлой экономической ситуацией.